# 岡のりこ
岡 のりこ（おか のりこ、1956年11月16日 - ）は、日本の女優、声優。東京都出身。テアトル・エコー所属（1980年3月4日入団）。上山則子の名前で活動していた時期もある。

## 略歴
大妻女子大学短期大学部卒業。
役者になる前はビール会社のOLだった。
1980年3月4日、テアトル・エコーに入団。

## 人物
趣味はダンス、エアロビ、音楽鑑賞。特技はばびぶべぼ言葉、殺陣。

## 出演作品

### テレビアニメ
1980年
- あしたのジョー2
- フウムーン

1981年
- 鉄腕アトム (アニメ第2作)（空港のアナウンサー）

1982年
- 白い牙 ホワイトファング物語（子供C）

1983年
- スペースコブラ（1982年 - 1983年）

1985年
- ルパン三世 PARTIII（ベルタ）

1992年
- 風の中の少女 金髪のジェニー（マミー[1]）
- ヤダモン（1992年 - 1993年、ベリアル[1]）

### テレビドラマ
- 熱中時代 第2シリーズ 第30話「機関車やえもんと熱中先生」（1981年、NTV） - ひろみ ※上山則子名義

### OVA
1989年
- 独身アパートどくだみ荘

### 吹き替え
1981年
- 殺人のはらわた ※TBS版

1982年
- アメリカン・ヒーロー（アンナ〈サラ・トーゴフ〉）
- カサンドラ・クロス（スーザン / アン・ターケル）※レーザーディスク版

1987年
- 007/リビング・デイライツ（リンダ）※ANA機内上映版

1988年
- 007 死ぬのは奴らだ（ロージー / グロリア・ヘンドリー）※TBS新録版

1989年
- ウィロー ※ソフト版
- コマンドー（ビッキー / チェルシー・フィールド）※テレビ朝日版
- 卒業白書 ※TBS版
- 007 私を愛したスパイ（ホテルフロント係 / ヴァレリー・レオン）※TBS新録版
- テキサスSWAT ※テレビ朝日版
- ビッグ（秘書、カレン）※ソフト版
- ボディ・ダブル

1991年
- プレシディオの男たち（教師）※フジテレビ版

1994年
- パニック・イン・スタジアム ※テレビ朝日版

1995年
- 南京の基督
- フレンズ

1996年
- ラスト・ボーイスカウト ※日本テレビ版
- レオン ※テレビ朝日版

2009年
- 恋のミニスカウエポン
- コールドケース 第1シーズン ※テレビ東京版
- ベンジャミン・バトン 数奇な人生

2011年
- きみがくれた未来（クレア・セント・クラウド / キム・ベイシンガー）
- コールドケース 第2シーズン ※テレビ東京版

2014年
- さよならポワロ！〜世界が愛した名探偵・25年の軌跡〜（シーラ・フェリス）

### 舞台
- 妻の名はモーリス
- 青年がみな死ぬ時
- クリスマスの万引きはお早めに（オーディオ・ドラマ・ライブ2002より）
- 星逢井戸命洗濯
- 涙で頬が傷だらけ
- エスケープ フロム ハピネス
- 大都映画撮影所物語